# マディソン・アベニュー
マディソン・アベニュー（英: Madison Avenue）は、アメリカ合衆国ニューヨーク州ニューヨーク市マンハッタン区を南北に縦断する大通りである。車道は北方向への一方通行である。西側には5番街、東側にはパーク・アベニューが並走している。
この通りの起点は23丁目、マディソン・スクエアの南東の角で、そこからミッドタウン、アッパー・イースト・サイド、スパニッシュハーレム、ハーレムを通ってマディソン・アベニュー橋の西詰で138丁目に合流して終わる（142丁目から135丁目のイーストサイド・マンハッタン方面を走るハーレム・リバー・ドライブ (en) の側道もマディソン・アベニューの名前が付いている。）。
この通りは1811年委員会計画による何番街という名前で呼ばれる通りではなく、1836年に弁護士・不動産業者のサミュエル・ラッグルズ (Samuel Ruggles) の努力により5番街とパーク・アベニュー（旧4番街）の間に作られたものである。
この通りの名前はマディソン・スクエアの脇を通るために付けられたものであり、マディソン・スクエアの名前は第4代アメリカ合衆国大統領ジェームズ・マディソンに因むものである。

## 経済
道沿いには広告代理店など広告関連の会社が多く1920年代からこの通りの名は広告産業の代名詞として使われて来ているが、近年他の地域へ移転した広告代理店も多い。
40丁目から59丁目にかけてのミッドタウン部分ではとなりのパーク・アベニューとともに世界最大の経済規模のビジネス街を形成している。
アッパー・イースト・サイドの60丁目から79丁目の間には高級ブランド店が立ち並んでいる。ほとんどの店の外観は地味で目立たない作りなっていて、5番街に並ぶ店舗と違い主に付近の高級住宅街に住む富裕層など限定された人々を顧客としていることがうかがえる。
23丁目から26丁目のこの通りの西側はマディソン・スクエア公園となっており、26丁目から27丁目のこの通りの東側には移転前のマディソン・スクエア・ガーデン（現在はニューヨークライフビルとなっている）が位置していた。
120丁目から124丁目までのこの通りの西側にはマーカス・ガーベイ公園がある。

## 建築
- フラー・ビル - 57-58丁目
- ソニー・ビル - 55-56丁目
- 590 マディソン・アベニュー - 56-57丁目
- 383 マディソン・アベニュー - 46-47丁目
- ニューヨークライフビル - 26-27丁目
- ニューヨーク州上訴裁判所庁舎 - 25-26丁目
- メトロポリタンライフ・ノースタワー - 24-25丁目
- メトロポリタンライフ・タワー - 23-24丁目

## 交通

### バス
マディソン・アベニューは、M1, M2, M3, M4, およびQ32ローカルNYCTバスが、BxM1, BxM2, BxM3, BxM4, QM21, X10, およびX17エクスプレスバスが走っている。42丁目から59丁目はバス専用車線が確保されている。
ニューヨーク市交通規則 (New York City Traffic Rules) 4-12(m) 節は、標識に記されている時間帯におけるバス以外の車両（自転車などの人力の車両は除く）によるマディソン街のこの区間のバスレーンを横切る右折を禁じている。

### ミッドタウン区間の自転車走行禁止提案と撤回
1987年7月、ニューヨーク市長エド・コッチは、平日の5番街、マディソン・アベニュー、パーク・アベニューにおける自転車の走行を禁止する条例を提案した。しかし、多くのバイカーの反対に会い、この提案は撤回された。1987年8月24日月曜から90日間、平日10時から16時の間、これらの通りの31丁目から59丁目の区間で試験的に自転車の通行禁止を実施した際は、モペッドの走行は禁止されなかった。